# Sarah Burke (Biathletin)
Sarah Burke, geb. Hadley, (* 25. März 1981) ist eine ehemalige britische Biathletin.

## Karriere
Sarah Burke, die für die AGC Ladies startete, trat in ihrer Karriere nur national in Erscheinung. Bei den britischen Meisterschaften gewann sie drei Titel und erreichte weitere acht Podiumsplatzierungen. 2005 gewann sie den Titel in der Militärpatrouille und gewann Silber mit der Staffel und in der Teamwertung. Zwei Jahre später gewann sie mit der Staffel, wurde Vizemeisterin im Einzel und mit dem Team und gewann Bronze mit der Militärpatrouille. 2008 kamen Silber mit der Staffel und im Team sowie Bronze mit der Militärpatrouille hinzu. Nach einer Karriereunterbrechung schlug sie 2013 noch einmal mit Gold mit der Militärpatrouille zu. Seitdem nahm sie an keinem Rennen mehr teil. 
Sie ist seit 2009 mit dem ehemaligen Biathleten Simon Burke verheiratet.